# Hersiliola babilina
Espèce
Hersiliola babilina est une espèce d'araignées aranéomorphes de la famille des Hersiliidae.

## Distribution
Cette espèce est endémique d'Irak. Elle se rencontre dans la province de Babylone vers Al-Mahawil.

## Description
Le mâle holotype mesure 6,87 mm.

## Systématique et taxinomie
Cette espèce a été décrite par Hamid et Al-Khazali en 2025.

## Étymologie
Son nom d'espèce lui a été donné en référence au lieu de sa découverte, la province de Babylone

## Publication originale
- Hamid & Al-Khazali, 2025 : « Hersiliola babilinus sp. nov. and new spider records (Arachnida: Araneae) from Babil Province, Iraq. » Ecologica Montenegrina, vol. 83, p. 33-46 (texte intégral).